# کونترا کوستا سنتر (کالیفرنیا)
کونترا کوستا سنتر (به انگلیسی: Contra Costa Centre) یک منطقهٔ مسکونی در ایالات متحده آمریکا است که در شهرستان کنترا کوستا، کالیفرنیا واقع شده‌است. کونترا کوستا سنتر ۱٫۶۶۲ کیلومتر مربع مساحت و ۵٬۳۶۴ نفر جمعیت دارد و ۲۸٫۰۴ متر بالاتر از سطح دریا واقع شده‌است.